# De koning sterft
De koning sterft is een hoorspel van Leopold Ahlsen. Tod eines Königs werd in 1964 door de Westdeutscher Rundfunk uitgezonden. Willy Wielek-Berg vertaalde het en de KRO zond het uit in het programma Dinsdagavondtheater op dinsdag 20 april 1971. De regisseur was Harry de Garde. Het hoorspel duurde 71 minuten.

## Rolbezetting
- Ton Lensink (Lodewijk XI)
- Corry van der Linden, Hans Karsenbarg, Paul van der Lek, Donald de Marcas, Huib Orizand, Cees van Ooyen,  Willy Ruys, Martin Simonis, Frans Somers, Henk Somers, Jan Verkoren & Jan Wegter (verdere medewerkenden)

## Inhoud
Het lot van de door de dood getekende, maar graag levende koning Lodewijk XI van Frankrijk is voor Leopold Ahlsen de aanleiding om na te denken over het sterven.Tevergeefs zoekt de koning in zijn doodsnood bijstand in zijn omgeving. Zijn laatste gesprekken worden overschaduwd door een vraag die hem niet loslaat: die over het onbekende hiernamaals...